# 페치카

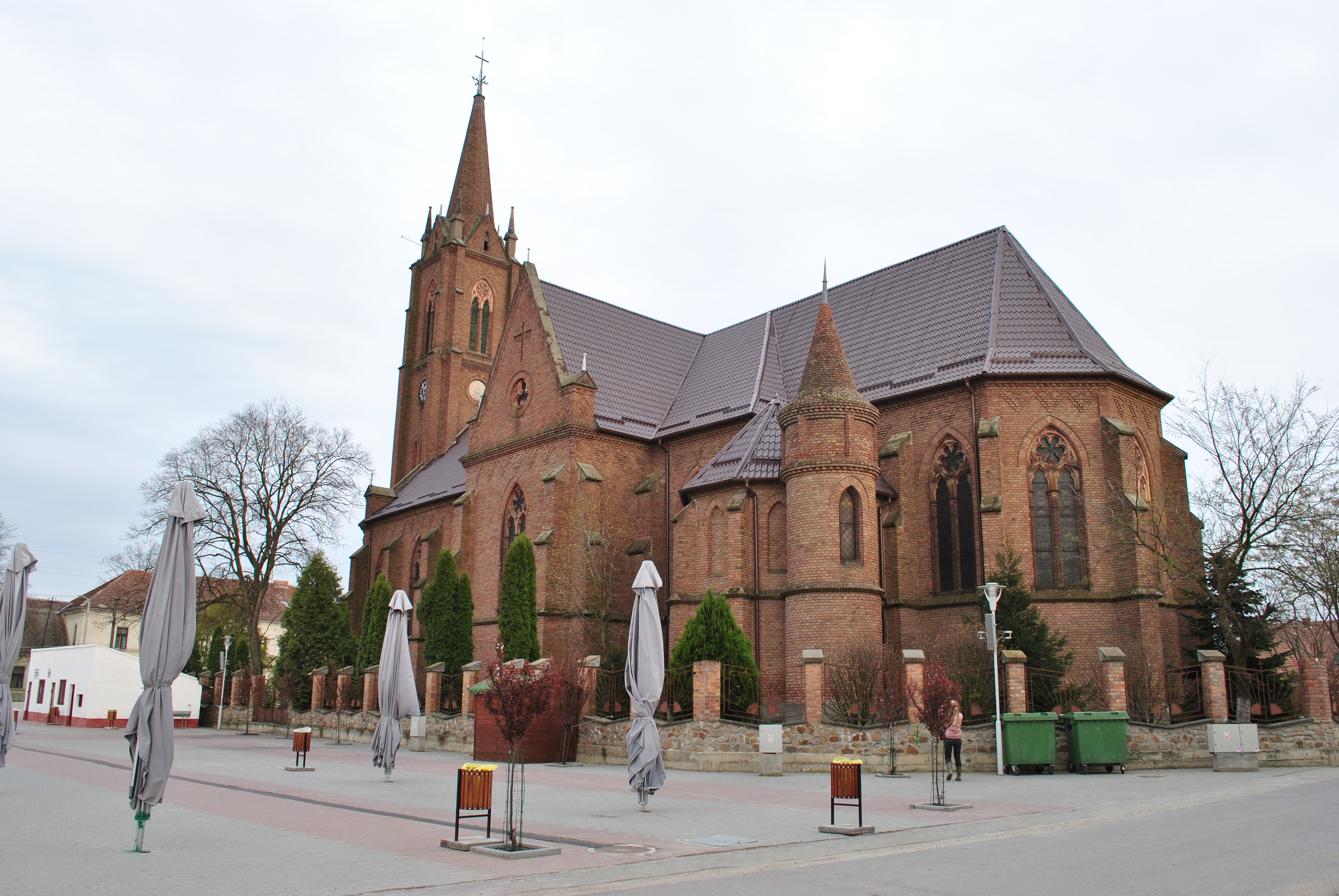

페치카(Pecica)는 루마니아 아라드주의 마을이다. 고대에는 "지리다바"라 불리는 다키아성이었으나 오늘날에는 중요한 고고학적 지역이다. 아라드에서 25킬로미터 떨어져 있으며 2004년 마을(town)로 선언되었다.

## 자매 도시
- 벨기에 우올뤼우에생피에르
- 헝가리 바토냐